# 18 gennaio
Il 18 gennaio è il 18º giorno del calendario gregoriano. Mancano 347 giorni alla fine dell'anno (348 negli anni bisestili).

## Eventi
- 52 a.C. – Tito Annio Milone uccide Clodio sulla Via Appia
- 336 – Sale al soglio pontificio papa Marco
- 474 – Leone II diventa imperatore bizantino
- 532 – A Costantinopoli viene stroncata nel sangue la Rivolta di Nika
- 1126 – L'imperatore Huizong abdica al trono cinese in favore di suo figlio , l'imperatore Qinzong
- 1486 – Il re Enrico VII d'Inghilterra sposa Elisabetta di York, figlia di Edoardo IV, unendo la Casa di Lancaster e la Casa di York.
- 1520 – Re Cristiano II di Danimarca e Norvegia sconfigge gli svedesi sul Lago Asunde
- 1535 – Lima, in Perù, viene fondata da Francisco Pizarro
- 1562 – Papa Pio IV riapre il Concilio di Trento per la sua terza e ultima sessione
- 1670 – Henry Morgan cattura Panama
- 1701 – Federico I diventa re di Prussia
- 1778 – James Cook è il primo europeo a scoprire le Hawaii, cui dà il nome di "Isole Sandwich"
- 1861 – La Georgia si unisce agli Stati Confederati d'America
- 1871 – Francia – Proclamazione di Guglielmo I a imperatore tedesco nella Sala degli specchi di Versailles. Creazione dell'Impero tedesco (nome ufficiale: Deutsches Reich, ossia Reich tedesco)
- 1880 – Papa Leone XIII pubblica il Motu proprio Placere Nobis, sulle disposizioni per la pubblicazione delle opere di San Tommaso
- 1886 – Il moderno hockey su prato nasce in Inghilterra con la costituzione della The Hockey Association
- 1896 – Viene mostrata la prima macchina a raggi X
- 1911 – Eugene B. Ely atterra sul ponte della USS Pennsylvania (ACR-4) ancorata nel porto di San Francisco, è la prima volta che un aereo atterra su una nave
- 1915 – Prima guerra mondiale: in Africa Orientale Tedesca si svolge il cruento scontro di Jassin in cui i britannici vengono pesantemente sconfitti dai tedeschi guidati dal generale Alexander von Hammerstein
- 1919
  - Prima guerra mondiale: inizia la Conferenza di pace a Versailles.
  - Viene fondato a Roma il Partito Popolare Italiano da Don Luigi Sturzo
  - Viene fondata la Bentley Motors
- 1939 – Louis Armstrong registra Jeepers Creepers
- 1943 - Seconda guerra mondiale: prima rivolta degli ebrei rinchiusi nel Ghetto di Varsavia
- 1944
  - Seconda guerra mondiale: i sovietici annunciano di aver rotto l'Assedio tedesco a Leningrado.
  - La Metropolitan Opera House di New York ospita per la prima volta un concerto jazz; si esibiscono Louis Armstrong, Benny Goodman, Lionel Hampton, Artie Shaw, Roy Eldridge e Jack Teagarden
- 1956 – Nella Repubblica Democratica Tedesca, il parlamento (Volkskammer) decide la creazione della Nationalen Volksarmee (NVA)
- 1964 – I Beatles appaiono sulla classifica di Billboard per la prima volta
- 1967 – Albert DeSalvo, lo strangolatore di Boston, viene giudicato per numerosi crimini e condannato all'ergastolo
- 1977 – Gli scienziati individuano un batterio sconosciuto, come causa del misterioso Morbo del Legionario
- 1978 – La Corte europea dei diritti umani giudica il governo britannico colpevole di maltrattamento di prigionieri nordirlandesi, ma non colpevole di torture
- 1983 – Il Comitato Olimpico Internazionale restituisce le medaglie olimpiche di Jim Thorpe ai suoi familiari
- 1993 – Per la prima volta il Martin Luther King Day viene osservato ufficialmente in tutti e 50 gli Stati degli USA
- 1995 – A Vallon-Pont-d'Arc, in Francia, in una rete di grotte vengono scoperti dipinti e graffiti vecchi di 17-20.000 anni
- 1997 – Il norvegese Boerge Ousland diventa la prima persona ad attraversare l'Antartico da solo e senza aiuto
- 2021 – Un forte terremoto di magnitudo 6,4 colpisce l'Argentina ed il Perù con epicentro nella zona di San Juan.

## Nati
Ci sono circa 1 190 voci su persone nate il 18 gennaio; vedi la pagina Nati il 18 gennaio per un elenco descrittivo o la categoria Nati il 18 gennaio per un indice alfabetico.

## Morti
Ci sono circa 560 voci su persone morte il 18 gennaio; vedi la pagina Morti il 18 gennaio per un elenco descrittivo o la categoria Morti il 18 gennaio per un indice alfabetico.

## Feste e ricorrenze

### Religiose
Cristianesimo:
- Cattedra di San Pietro a Roma (messa tridentina)
- Santi Cosconio, Zenone e Melanippo, martiri
- San Deicolo di Lure, abate
- Santa Margherita d'Ungheria, principessa e religiosa
- Santa Prisca, martire
- Santi Successo, Paolo e Lucio, vescovi e martiri
- San Volusiano di Tours, vescovo
- Beato Andrea Grego da Peschiera, monaco domenicano
- Beata Beatrice II d'Este, monaca benedettina
- Beata Cristina Ciccarelli da L'Aquila, badessa
- Beato Facio di Cremona, laico, fondatore della Confraternita laicale dello Spirito Santo
- Beate Felicita Pricet, Monica Pichery, Carla Lucas e Vittoria Gusteau, Martiri di Angers
- Beato Giovanni de Laers, mercedario
- Beata Maria Teresa Fasce, monaca agostiniana
- Beata Regina Protmann, fondatrice delle Suore di Santa Caterina Vergine e Martire